# Léon Zack
Pour les articles homonymes, voir Zack.
Lev Vassilievitch Zack, dit Léon Zack, est un peintre russe naturalisé français, né le 12 juillet 1892 à Nijni Novgorod (Empire russe) et mort à Vanves (Hauts-de-Seine) le 30 mars 1980.

## Biographie

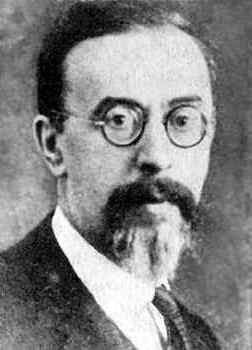
Siméon Frank, philosophe.

Né dans une famille juive non pratiquante, son père ayant été déporté en Sibérie, Léon Zack est élevé par sa mère qui a alors trois enfants issus d'un premier mariage, dont le philosophe Siméon Frank (Moscou 1877 - Londres 1950) qui influencera sa propre pensée. Il commence à peindre à l'âge de treize ans, étudie le dessin et la peinture dans des académies privées, suivant de 1905 à 1907 les cours de Jakimchenko. Son dernier professeur, Machkoff, appartient au groupe d’avant-garde Valet de Carreau qui organise des salons où sont présentés les peintres français, notamment Cézanne et Derain. Il expose pour la première fois en 1907 au Salon de la Fédération des peintres moscovites. Zack visite également l'hôtel du collectionneur Chtchoukine où il admire des toiles des impressionnistes et de Cézanne, Matisse, Picasso. Il effectue à partir de 1910 des études de lettres à la faculté des lettres de l'université de Moscou où il rencontre Roman Jakobson. En 1913, Zack crée avec le poète Cherchenevitch le mouvement futuriste moscovite la Mezzanine de la poésie. Il dessine les couvertures de la revue du mouvement et publie dans celle-ci ses vers (sous le pseudonyme de Khrisanf) et sa prose (sous le pseudonyme de M. Rossiyanski). En janvier 1914, il rencontre Marinetti, lors de sa visite à Moscou.
Après s'être marié en 1917 à Petrograd avec Nadia Braudo, Léon Zack vit de 1918 à 1920 en Crimée qui n'est pas encore sous la domination des bolchéviques. Plusieurs fois à Nicolaïev, près d'Odessa, Zack et sa femme sont près d'être tués par les bandes « vertes » de Makhno qui sous prétexte de combattre des communistes tuent bourgeois et juifs. Sa fille Irène Zack naît en 1918 à Nicolaiev. En avril 1920 il quitte l'Ukraine devant l'avancée des troupes bolchéviques pour se rendre à Paris, s'embarque à Yalta sur un bateau anglais pour Constantinople. Il attend durant trois mois un visa français qui lui est refusé mais obtient un visa italien. Il vit alors pendant deux ans (1920-1921) à Florence où naît son fils Florent, exposant à Florence et à Rome. Au cours d'un voyage à Paris en 1921, il expose des lithographies au Salon des indépendants et au Salon d'hiver, rencontrant Pablo Picasso et Michel Larionov. À Florence, il se lie d'amitié avec Vladimir Boberman (1897-1987) et Philippe Hosiasson (1898-1978).

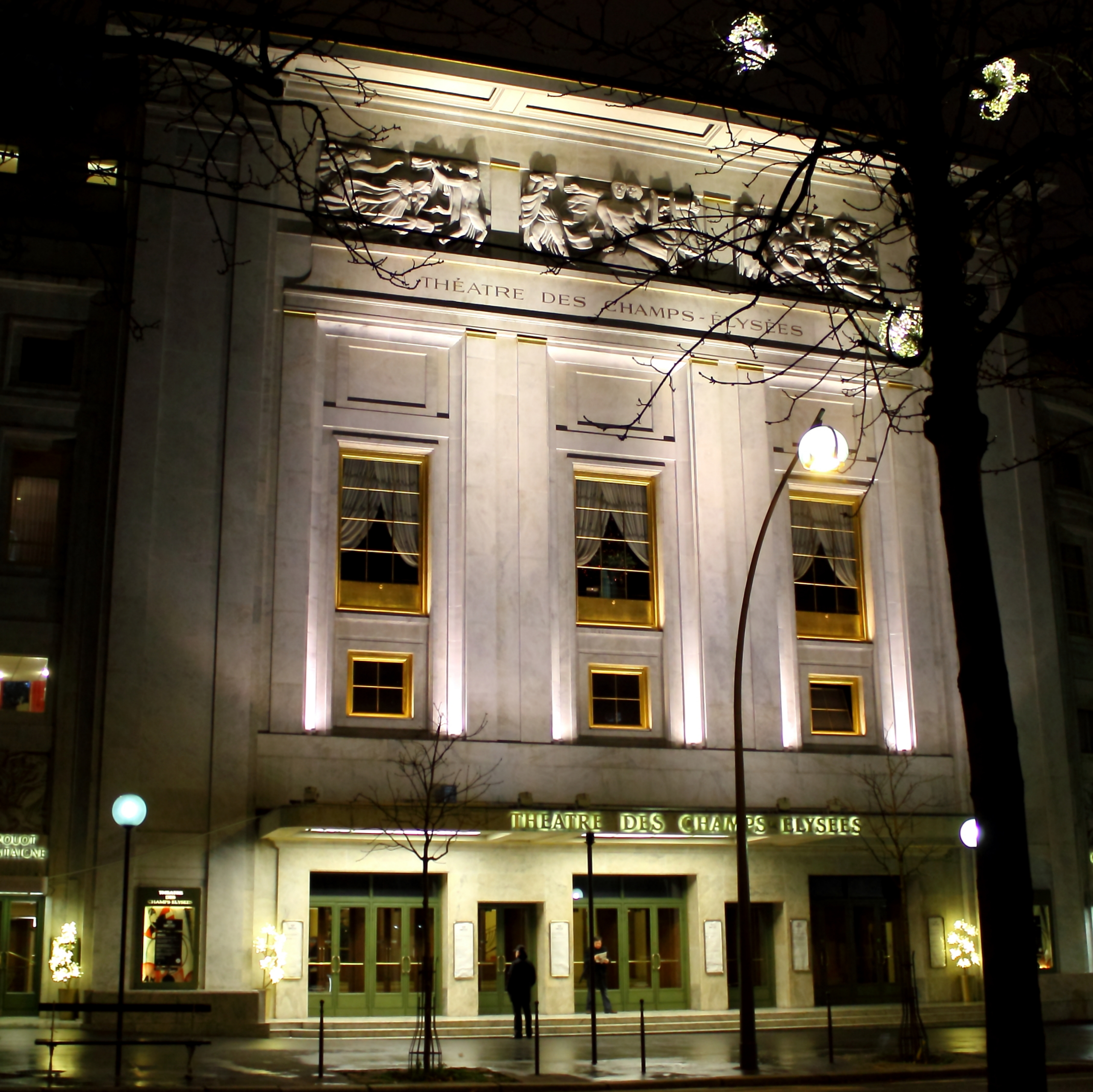
Théâtre des Champs-Élysées, Paris.

En 1922, Zack quitte Florence pour Berlin. Il y crée les décors et costumes des Ballets romantiques russes de Boris Romanoff, présentés à Paris au théâtre des Champs-Élysées en 1923, et illustre de lithographies un livre d'Alexandre Pouchkine édité en russe. À la fin de la même année Zack s'installe avec sa femme à Paris, exposant au Salon d'automne, au Salon des indépendants et au Salon des surindépendants dont il est en 1929 l'un des fondateurs. Vers 1930, il appartient au groupe des néo-humanistes auquel s'intéresse Waldemar George (1893-1970), aux côtés de Christian Bérard, Tchelitchev, Eugène Bermann, Jean-Francis Laglenne. Il est naturalisé français en 1936.

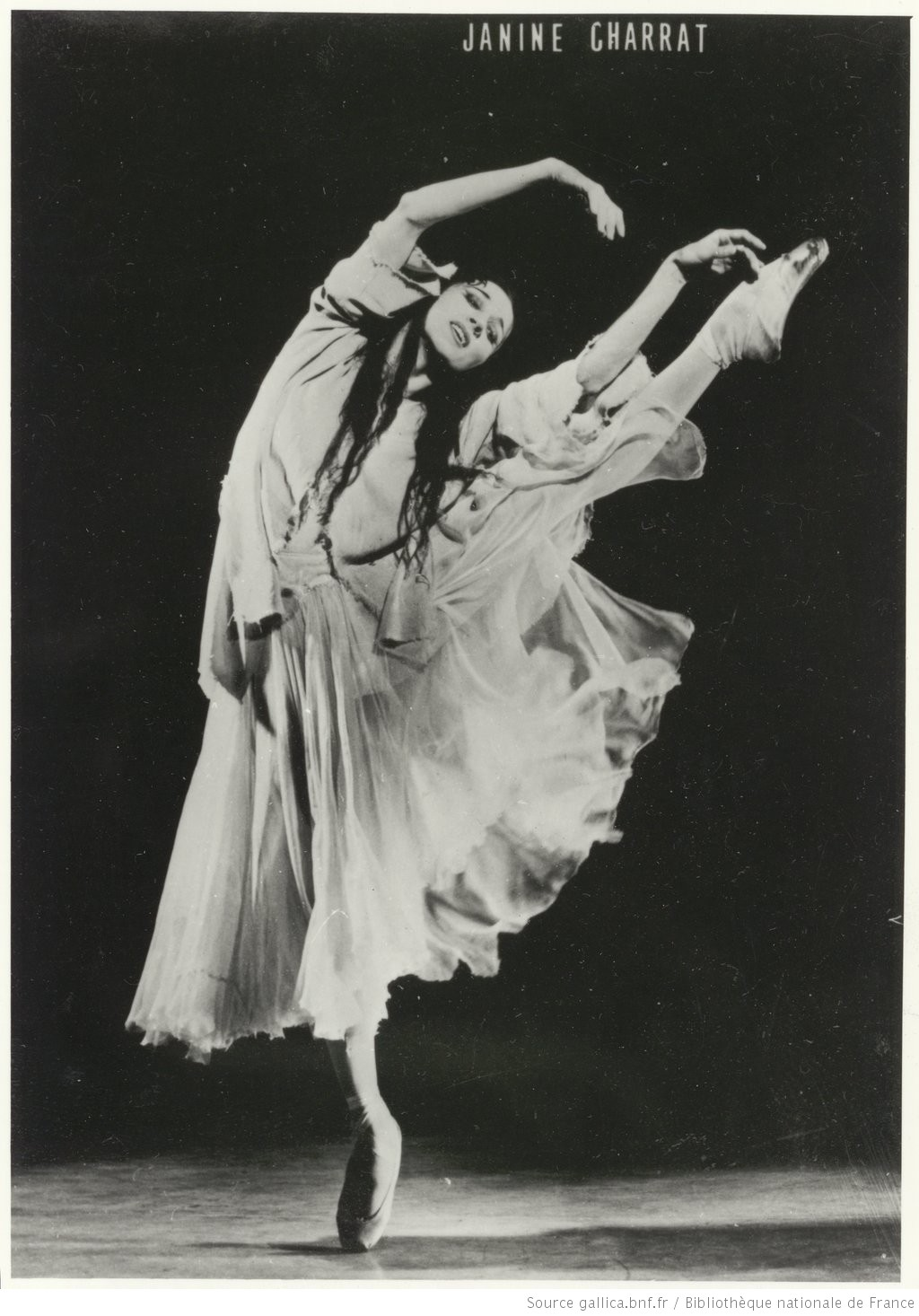
Janine Charrat.

Contraint en 1940 de quitter Paris, il se réfugie successivement à Arcachon et Villefranche-sur-Mer (on trouve alors trace, dans sa peinture de paysage, de son passage à Biscarrosse), puis se cache pendant un an sous un faux nom dans un village de l'Isère. Il se convertit au catholicisme en 1941. De retour à Paris en 1945, il participe de nouveau à de nombreux salons et illustre plusieurs livres. En 1947, il réalise les décors et costumes du ballet Concerto, sur la musique de Prokofiev, présenté par Janine Charrat à l'Opéra comique et expose en 1950 à la galerie Billiet-Caputo.
Léon Zack transforme en 1951 les intérieurs de plusieurs églises d'Alsace. Les verrières qu'il crée en collaboration avec les maîtres-verriers Henri Déchanet et Paul Virilio pour l’église Notre-Dame-des-Pauvres d’Issy-les-Moulineaux (1954-1955), composées de 60 panneaux, font, à l'exception du mur du chevet, le tour de l'ensemble de l'édifice sur une longueur de soixante mètres. Elles apparaissent comme la première réalisation d'une telle importance dans la région parisienne dans le domaine du vitrail non figuratif. Dans les décennies suivantes, Zack crée des vitraux pour une trentaine d’édifices, notamment pour la salle du conseil général de l’Yonne (1957), l'abbaye Notre-Dame-de-Protection à Valognes (1957), le séminaire de Kéraudren (1964), l’église Sainte-Jeanne-d’Arc à Paris, dans le XVIIIe arrondissement (1965), et l’église Saint-Louis de Brest (1967), ainsi que des tapisseries réalisées par l'atelier Plasse Le Caisne.

### Décès
Il meurt, à Vanves, le 30 mars 1980 et est inhumé au cimetière du Parc à Clamart. Son épouse est morte en 1976.

### Postérité
Parmi ses élèves, on compte Liliane Klapisch.

## L'œuvre
Léon Zack est un artiste figuratif jusqu'en 1946, peignant surtout des portraits dans la veine de la période rose de Picasso (Double portrait d'hommes, 1931, huile sur toile, Colmar, musée Unterlinden). Peu à peu, son pinceau se fait expressionniste. Les visages sont soulignés par des traits noirs torturant les contours.
Il se tourne ensuite vers l'abstraction, d'abord au couteau, puis par de grands lavis où ne subsistent que des nodosités.

« Je suis venu au non-figuratif par une évolution lente mais logique. Si d'autres peintres ont pris le chemin du non-figuratif en désirant libérer la peinture de toutes les entraves, j'ai été guidé plutôt par le souci de son approfondissement », confie-t-il. « J'ai pu comprendre que l'élément figuratif n'était nullement indispensable pour m'exprimer, qu'au contraire il me gênait. »

### Livres illustrés
Léon Zack a participé à la création de nombreux livres de bibliophilie dont :
- 1931 : Arthur Rimbaud (introduction et notes bibliographiques de Pascal Pia), Œuvres complètes, 35 compositions à la mine de plomb par Léon Zack, 371 exemplaires, A.A.M. Stols et Halcyon Press, Maastricht, Paris et Bruxelles, 1931[10].
- 1924 : Alexandre Pouchkine, Le Festin pendant la peste, lithographies de Léon Zack, Berlin, éditions Valter i Rakind.
- 1930 : Voltaire, La Princesse de Babylone suivi de Contes divers, aquarelles de Léon Zack, Paris, éditions du Trianon.
- 1932 : Stéphane Mallarmé, Divagations.
- 1936 : 
  - Charles Baudelaire, Poésies complètes.
  - Paul Verlaine, Sagesse.
- 1937 : Edgar Poe, Le Corbeau.
- 1938 : André Gide, Paludes.
- 1944 : Pierre Emmanuel, Le Poète fou, 9 illustrations de Léon Zack, 500 exemplaires numérotés, Éditions du Rocher, Monaco.
- 1945 : 
  - Jean Racine, Phèdre, illustré de 10 dessins originaux au lavis, 50 exemplaires numérotés, Éditions du Rocher, Monaco.
  - Pierre Emmanuel, Hymne à la France.
- 1946 : 
  - Agrippa d'Aubigné, Les Tragiques, bois gravés de Léon Zack, 330 exemplaires numérotés, Éditions du Rocher, Monaco.
  - Robert Garnier, Les Juives, 17 lithographies, 12 vignettes de titres et culs-de-lampe gravés sur bois par Léon Zack, 166 exemplaires numérotés, Éditions Frères Jarach[11].
  - Longus, Daphnis et Chloé, frontispice et ornements de Léon Zack, Monaco, Éditions du Rocher.
  - Armand Lunel, Par d'étranges chemins, illustrations de Léon Zack, Monaco, Éditions Jaspard.
  - Les Baisers de Jean Second imités par Pierre de Ronsard et ses disciples (1500-1600), préface de Henri Chamard, illustrations et ornements de L. Zack, Monaco, Éditions du Rocher (148 p.).
- 1947 : 
  - Pierre de Ronsard, Sonnets, bois gravés de Léon Zack, 300 exemplaires numérotés, Monaco, Éditions du Rocher.
  - Stendhal, La Rose et le vent suivi de Mina de Vanghel, illustrations de Léon Zack, Monaco, Éditions du Rocher.
- 1948 : Alexandra de Beauharnais, Josselé, illustrations de Léon Zack, Monaco, Éditions du Rocher.
- 1951 : Alain Beckers, Poèmes divers, lithographie de Léon Zack, Les écrivains réunis - Armand Henneuse éditeur.
- 1954 : Anton Tchekov, Contes - Choix pour la jeunesse, illustrations de Léon Zack, Albin Michel.
- 1968 : Michel Auphan, L'horloge arrêtée suivi de Métallurgie froide, frontispice de Léon Zack, Paris, Éditions Saint-Germain-des-Prés.
- 1975 : M. Rossiansky, Les commentaires du silence, 10 aquatintes hors texte de Léon Zack, 50 exemplaires numérotés, Locarno, Éditions Lafranca.
- 1974 : Jean Joubert, L'été se clôt, Paris, Éditions Saint-Germain-des-Prés.
- 1975 : Léon Zack (préface de Roman Jakobson), Des perles aux aigles, recueil de poèmes, 6 dessins de l'auteur, collection « Peinture et parole », Paris, Éditions Saint-Germain-des-Prés.
- 1978 : Anise Koltz de l'Académie Mallarmé, Le temps passe, une eau-forte de Léon Zack, Erpeldange, Club 80/Éditions d'art.

### Contributions scéniques

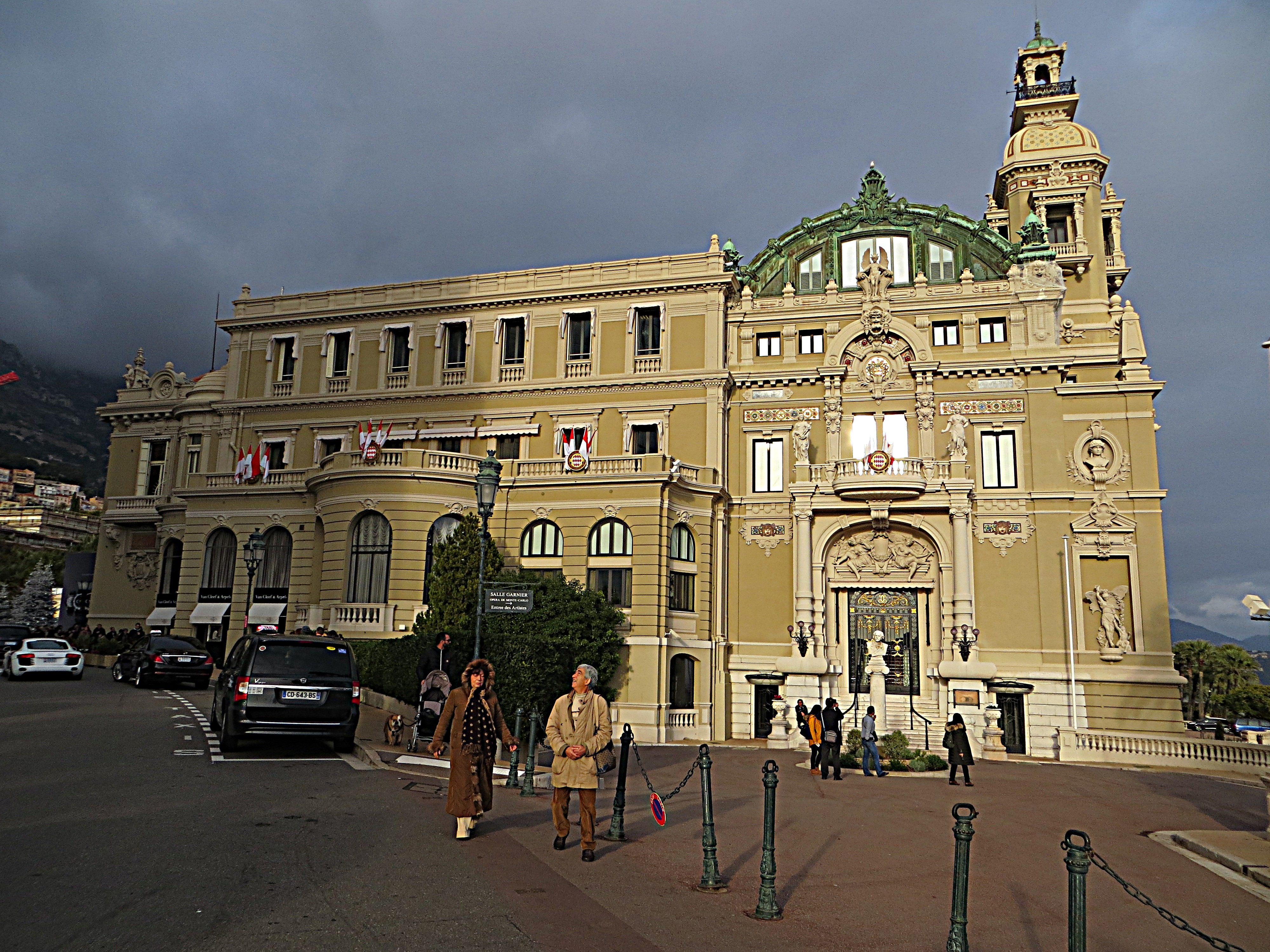
Opéra de Monte-Carlo.

- Boris Romanoff, Ballets romantiques russes, décors et costumes de Léon Zack, théâtre des Champs-Élysées, Paris, 1923[12].
- Alexandre Glazounov, Stenka Razine, ballet, décors de Léon Zack, Opéra de Monte-Carlo, 1943.
- Serge Prokofiev, Concerto, ballet, décors et costumes de Léon Zack, théâtre national de l'Opéra-Comique, Paris, 1947[12].
- Jean Babilée (chorégraphie) et Webern (musique), Haï Kaï, ballet, décors et costumes de Léon Zack, Centre chorégraphique national d'Amiens, 1969[12].

## Réception critique
« L'originalité des vitraux de Strasbourg réside beaucoup moins dans les couleurs qui les composent, ces tons pastels qu'affectionne Léon Zack, que dans la forme qui leur a été donnée. Liberté, en effet, a été donnée au peintre de tracer dans les quatre murs tout le contour de son intervention. Je ne pense pas qu'il existe ailleurs un exemple d'un tel abandon à un peintre de ce que tout architecte considère comme son domaine propre et, en quelque sorte, sa propriété. »

— Joseph Pichard

« Sa courte période expressionniste (1946) "n'a manifesté, selon Roger van Gindertael, qu'un mouvement d'âme momentanément exacerbé par les circonstances". Son art, après différentes phases figuratives, il est vrai, témoigne d'un dépouillement progressif et s'oriente peu à peu vers l'abstraction. Ses Compositions, où les formes très épurées sont mises en valeur par une sobre gamme colorée, révèlent des recherches chromatiques approfondies. En parlant de ces œuvres abstraites, Marcel Brion montre "à quel point la forme non figurative peut se charger d'une puissance d'émotion bouleversante tout en usant d'une économie de moyens véritablement ascétique". Et, même lorsqu'il a recours aux formes géométriques, Zack tente de traduire son émotion plus qu'il ne poursuit une démarche spécifiquement rigoriste. »

— Les Muses, encyclopédie des arts

« Dès son arrivée en France où il s'installe définitivement en 1923 après un long périple géographique et spirituel, sa peinture connaît une soudaine maturation. Il substitue au dessin, au graphisme linéaire, les empâtements d'une matière aux contours assez incertains où des formes se dégagent et progressent en graduations lumineuses. Pour lui, la couleur est une transparence habitée. Le recours à l'abstraction n'est pas la reconstruction de la réalité ni la déformation d'une imitation, c'est une pure effusion, une suggestion de l'ineffable. Pour lui, il ne saurait y avoir de formulation qui ne respecte la spontanéité de l'invention. Une frange de brume prolonge la couleur, est-ce le frémissement du temps ? La peinture devient ainsi l'expression d'une pensée active, du "geste intérieur" selon un propos de Léon Zack lui-même rapporté par Pierre Courthion. »

— Jacques Lassaigne

« Chez le probe et délicat Léon Zack, tout est d'une subtile authenticité, un long chant modulé en sourdine, d'un timbre si particulier qu'aussi discret qu'il soit on le reconnaîtrait entre mille ; son œuvre sonne à ravir grâce à des harmonies d'une délicieuse subtilité. D'un dépouillement cistercien, cet art exprime l'insondable. »

— Michel Ciry

« Léon Zack ne connaissait sans doute pas le travail de Georges Braque lorsqu'il élabora, en 1950 avec sa fille Irène, un chemin de croix en terre cuite pour l'émouvante petite église romane de Carsac, en Périgord. Pour accorder sa création, par un contraste subtil, au mur de pierre grise, il ocra légèrement son matériau, qui introduit ainsi comme un sourire discret dans la sévérité de la nef unique du monument. Mais, si ce sourire l'humanise, il ne l'affadit pas par des motifs sculptés : des croix, rien que des croix, dont les dispositions signifient les diverses stations du chemin de croix et proposent à la méditation des fidèles autant de tremplins, pour ainsi dire, qui leur permettent de s'élever jusqu'aux épisodes successifs de la Passion du Seigneur. »

— Bernard Dorival

« L'histoire retiendra essentiellement ses œuvres de la période abstraite signées au lendemain de la Seconde Guerre mondiale. Il s'installe à Paris en 1923, signant alors des toiles figuratives à tendance expressionniste. Il aborde vers 1945, l'abstraction lyrique, des tons limpides et dilués évoquant l'art de l'Extrême-Orient, des formes musicales et évanescentes noyées dans des halos de brumes sourdes et feutrées. »

— Gérald Schurr

« Léon Zack est dans les origines de l'abstraction informelle ; il fut l'un des précurseurs de la tendance que l'on a dite "nuagiste". Il s'en explique lui-même : "on me rattache au tachisme, et il est vrai que j'essaie d'éviter tout graphisme et que les taches sont pour moi l'essentiel du tableau... Mes formes ne sont pas très définies et leurs contours sont assez estompés. Je ne nie pas la construction, mais je la vois plutôt comme un ensemble de forces et de dynamiques plus ou moins caché que comme une architecture visible"... On sent, à travers la discrétion des mots quotidiens qu'emploie Léon Zack, une tension vers une spiritualité croissante, comme on la ressent plus clairement encore à la vue de ses peintures toujours plus diaphanes, éthérées, où tout ce qui pourrait participer encore de la gangue du concret, du matériel, se dissout dans des infinis de pureté. »

— Jacques Busse

« Sur la surface mouvante, des taches semblent se mouvoir sous la pression d’attractions mystérieuses. Des espaces interstellaires sont traversés par des nuées diaphanes ponctuées de traces noires, diagonales plus ou moins appuyées pour suggérer cet infini spatial, ce creusement vertigineux qui introduit une illusion d’optique au service d’une certaine objectivation de la pensée et du sentiment. (...) Ces formes qui expriment la matière requièrent des épaisseurs qui vont progressivement régresser jusqu’à l’effusion cristalline traduite par une gamme déclinant le noir aux gris et aux blancs. Simultanément, les cumulus sont pris dans des éclairages blanchâtres, pour des apparitions moléculaires, des empreintes soumises à des mouvances monochromes, rehaussées d’un brun, d’un outremer. L’univers de Léon Zack se laisse appréhender comme un corps évanescent, qui lui a fait rejoindre le courant abstrait après la guerre. La surface se dilate sous la pression de mutations, elles-mêmes offertes à la magie lumineuse qui introduit des frémissements sur la couche picturale. Tout bruisse, effleure à partir d’une touche spontanée et fusionnelle, de subtiles harmoniques dont la technique à l’huile permet à l’artiste de diversifier les effets physiologiques. »

— Lydia Harambourg, dans La Gazette de l'Hôtel Drouot, no 43, 7 décembre 2007, p. 340.

## Expositions

### Expositions collectives

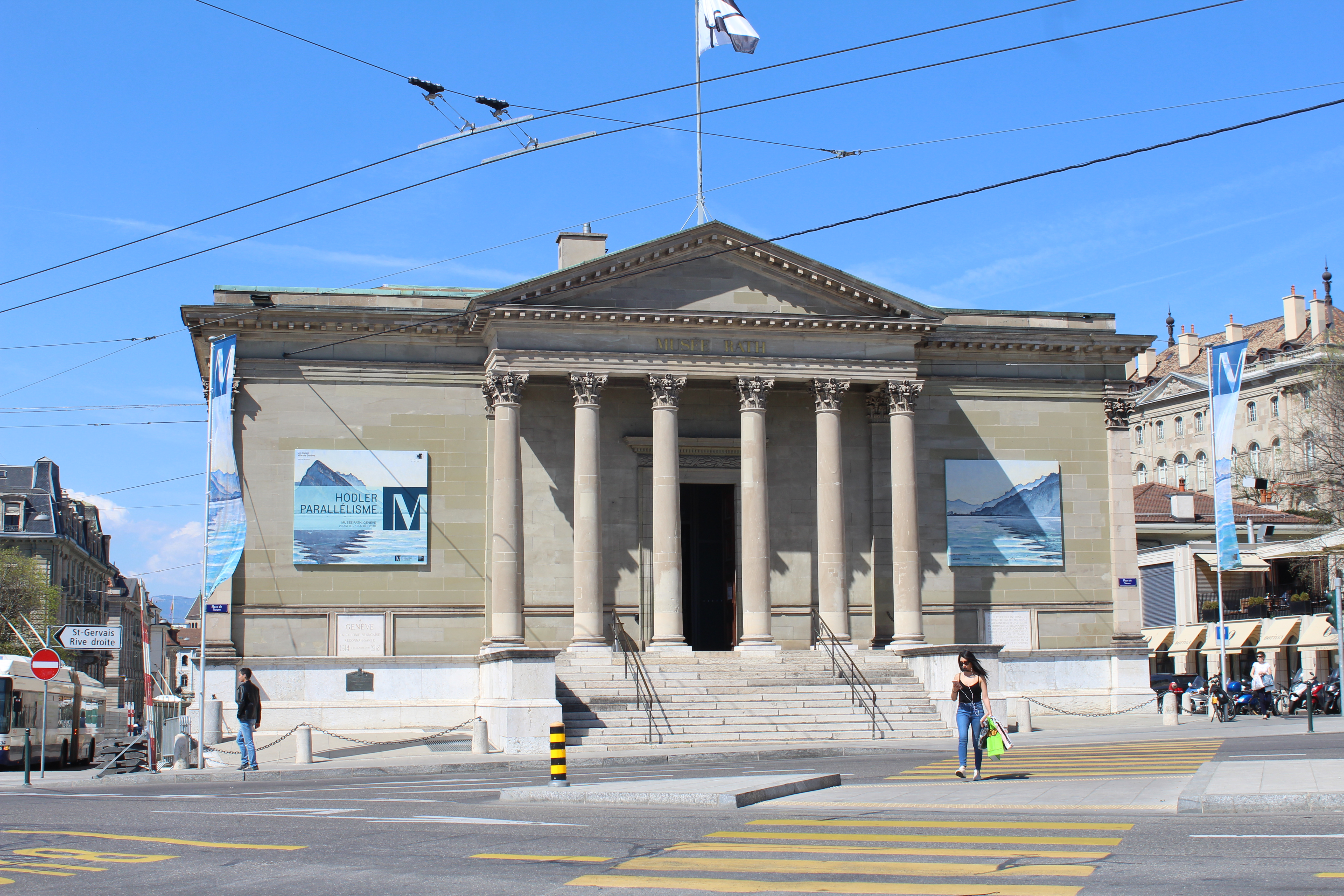
Musée Rath, Genève.
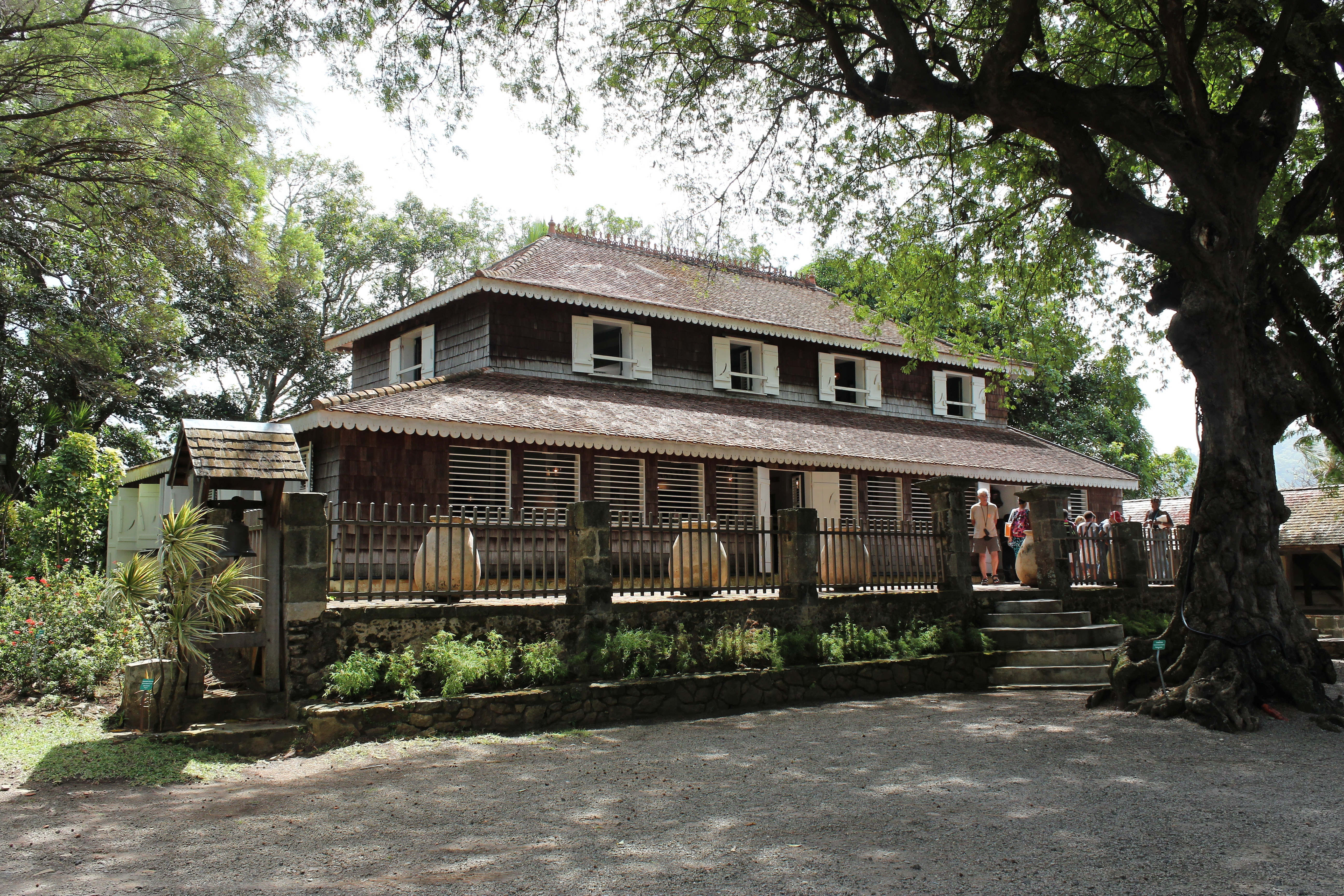
Fondation Clément, Le François.

- 1907 : Salon de la Fédération des peintres moscovites, Moscou[3].
- À partir de 1921 : Salon des indépendants, Paris.
- À partir de 1923 : Salon d'automne, Paris[5].
- 1921 et 1923 : Berlin, galerie Alfred Flechthiem, Léon Zack, Philippe Hosiasson et Voldemar Boberman.
- 1925 : Léon Zack, Philippe Hosiasson, Voldemar Boberman, Kostia Terechkovitch, galerie Percier, Paris.
- 1931 : Le groupe néo-humaniste, galerie Manteau, Bruxelles[4].
- 1965 : Historically important XXth Century Masters, Drian Galleries, Londres.
- 1967 : Salon des réalités nouvelles, Paris.
- Mars-avril 1968 : D'après le paysage - Paul Ackerman, Olivier Debré, Jean Messagier, Paul Rebeyrolle, Georges Romathier, Léon Zack, galerie Max Kaganovitch, Paris.
- Mai-juillet 1970 : Peintures à l'huile et collages - François Jousselin, Joseph Lacasse, Jean-Marie Martin, Léon Zack, Centre Gildas-Fardel, Nantes[20].
- 1979 : L'abstraction, présence et permanence, abbaye de Lunan et centre René-Maheu de Toulouse[21].
- 1983 : Lyric + Geometrie (exposition sous l'égide de Michel Seuphor), galerie Treffpunkt Kunst, Sarrelouis[5].
- 1985 : The circle of Montparnasse - Jewish artists in Paris, musée juif, New York.
- 1988 : Hommage à Léon Zack, Salon des réalités nouvelles, Paris[5].
- Juin-octobre 2004 : Pierre Courthion, critique d'art, musée de Bagnes[22].
- Avril-août 2006 : L'envolée lyrique - Paris, 1945-1956, musée du Luxembourg, Paris[23].
- Novembre 2010 - février 2011 : Collection d'art moderne - Les nouvelles acquisitions, Musée Unterlinden, Colmar[24].
- Janvier-juin 2011 : Enrichir, restaurer, conserver - Dix ans d'actions en faveur des collections du musée départemental de l'Oise, MUDO - Musée de l'Oise, Beauvais[25].
- Mai-août 2011 : Les sujets de l'abstraction - Peinture non figurative de la seconde École de Paris, 1946-1962 - 101 chefs-d'œuvre de la Fondation Jean Claude Gandur pour l'art, Musée Rath, Genève[26].
- Mai 2012 : L'École de Paris, L'Incartade, Lille[27].
- Août 2013 : La collection d'art moderne, Musée Tavet-Delacour, Pontoise[28].
- Avril-juin 2014 : "Et maintenant, aux fesses !" - 170e anniversaire de la naissance de Paul Verlaine, bibliothèques-médiathèques de Metz[29].
- Janvier-mars 2015 : Collections d'art moderne, musée Cantini, Marseille[30].
- Janvier-avril 2017 : Le geste et la matière, une abstraction "autre" - Paris, 1945-1965, Fondation Clément, Le François[31].
- Participations non datées (Paris, après 1945) : Salon de mai, Salon Comparaisons, Salon d'art sacré[5].

### Expositions personnelles
- 1927 : galerie Percier, Paris[32].
- 1930 : galerie Bonjean, Paris[32].
- 1933 : galerie Simonson, Paris[12].
- 1936 : galerie Wildenstein, Paris[32].

- 1945 :
  - Galerie Katia Granoff, Paris[4].
  - Galerie des Garets, Paris[4].

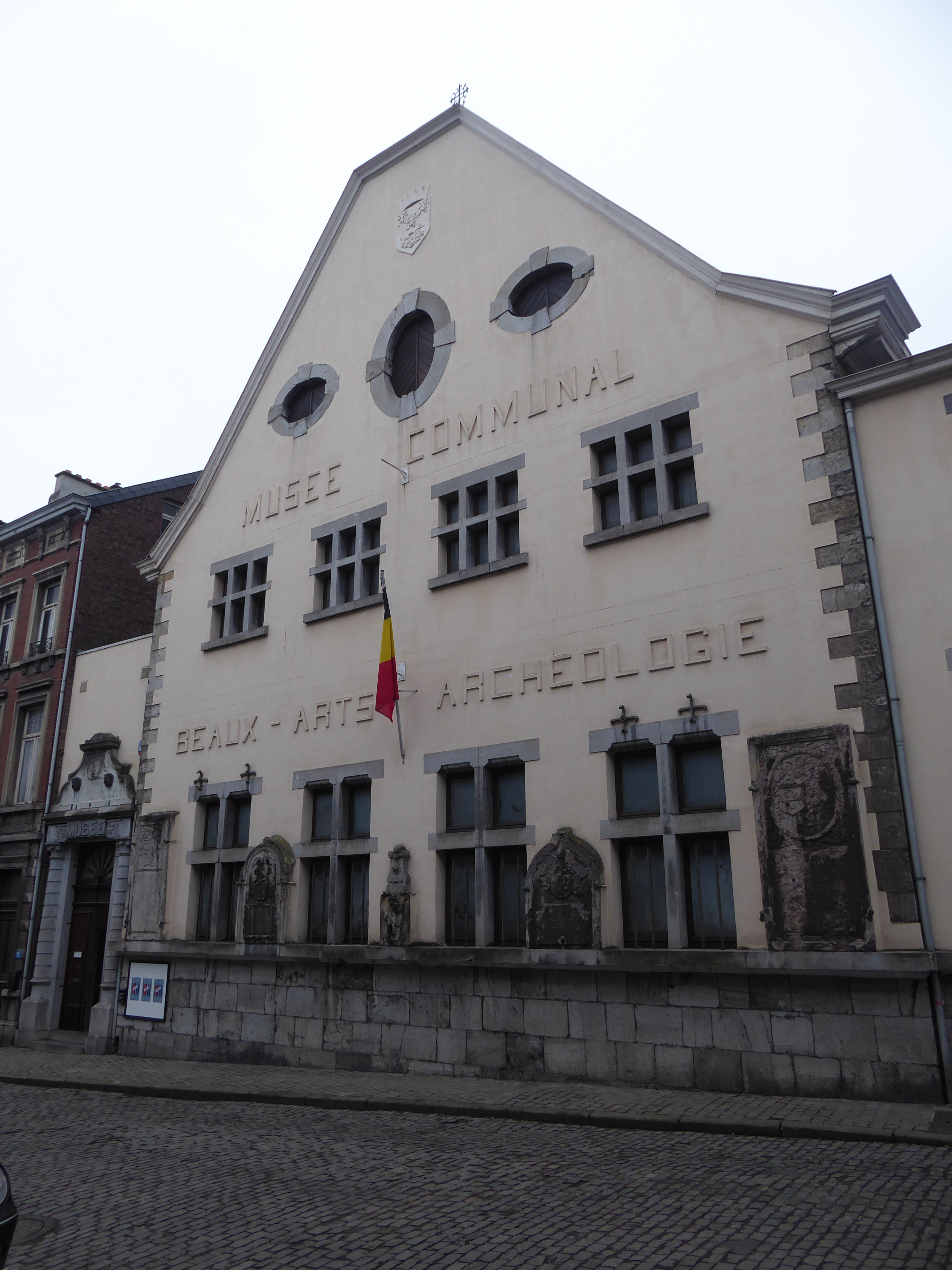
Verviers, musée des beaux-arts et de la céramique.

- Juin 1950, Le chemin de croix de l'église Saint-Caprais de Carsac, galerie Billet-Caputo, Paris[19].
- 1955 et 1957 : galerie Kléber, Paris[32].
- Juin-juillet 1960, 1962 et 1969 : galerie Jacques Massol, Paris.
- 1962 : galerie Haaken, Oslo.
- 1964 : musée des beaux-arts et de la céramique, Verviers[5].
- 1966 : Institut français de Berlin-Ouest et de Cologne[5].
- Janvier 1972 : Douze peintres présentés par Giuseppe Pietra, Galleria d'arte Pietra, Milan.
- avril-mai 1976 : Rencontres d'art - Hommage à Léon Zack, Musée Ingres, Montauban.
- 1977 (avec Irène Zack), Galerie Convergence, Nantes.
- Décembre 1976 - janvier 1977 : Rétrospective, musée d'Art moderne de Paris[33],[34].
- mars 1979 (avec Irène Zack), 1984 (Rétrospective), mars 1990, mars 1991, galerie Protée, Paris.
- Mars-mai 1988 : Rétrospective Léon Zack, musée des Beaux-Arts d'Orléans.
- juin-septembre 1988 : Léon Zack (peintures) et Irène Zack (sculptures), château de Dieppe[5],[18].
- mars-avril 1993 : Couvent des Cordeliers de Paris.

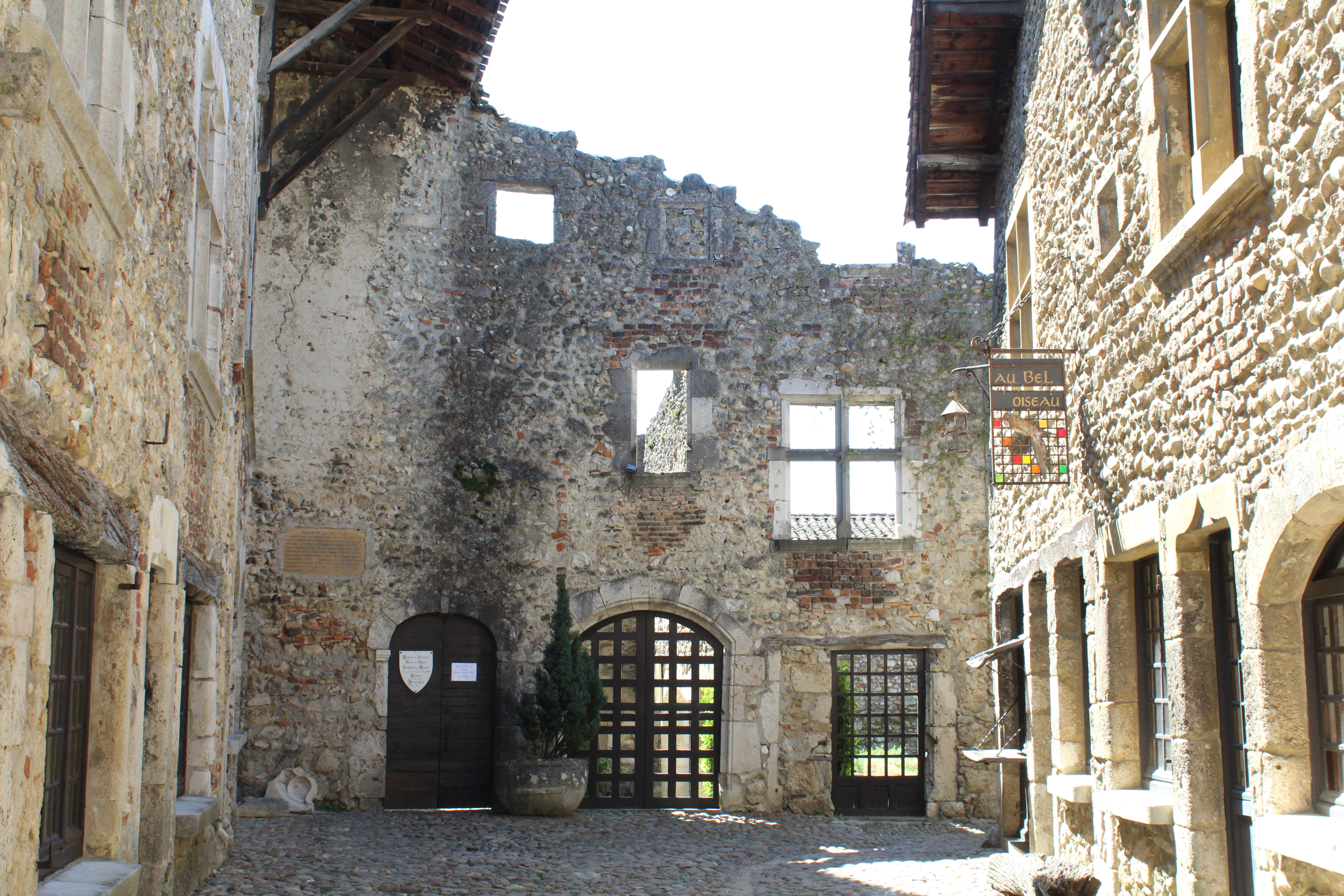
Maison du Prince, Pérouges.

- 1993 : Maison du Prince, Pérouges.
- Février-mars 2000 : Galerie Patrice Trigano, Paris.
- Mars-mai 2003 : Hommage à Léon Zack, Centre d'art Présence van Gogh, Saint-Rémy-de-Provence.
- Janvier-mars 2007 : Léon et Irène Zack, maison des arts, Châtillon (Hauts-de-Seine)[35],[36].
- Novembre-décembre 2007 : Léon Zack - Années d'abstraction, 1948-1980, Galerie Gimpel et Müller, Paris[37].
- Juin-octobre 2009 : Léon Zack - Vingt dessins et peintures, donation Irène et Florent Zack, Musée d'Art et d'Histoire du judaïsme, Paris[38].
- Novembre 2009 - janvier 2010, Léon Zack, Irène Zack, galerie Gimpel et Müller, Paris[39],[40].

## Collections publiques

### Allemagne

Dortmund, crypte du monument aux déportés du travail
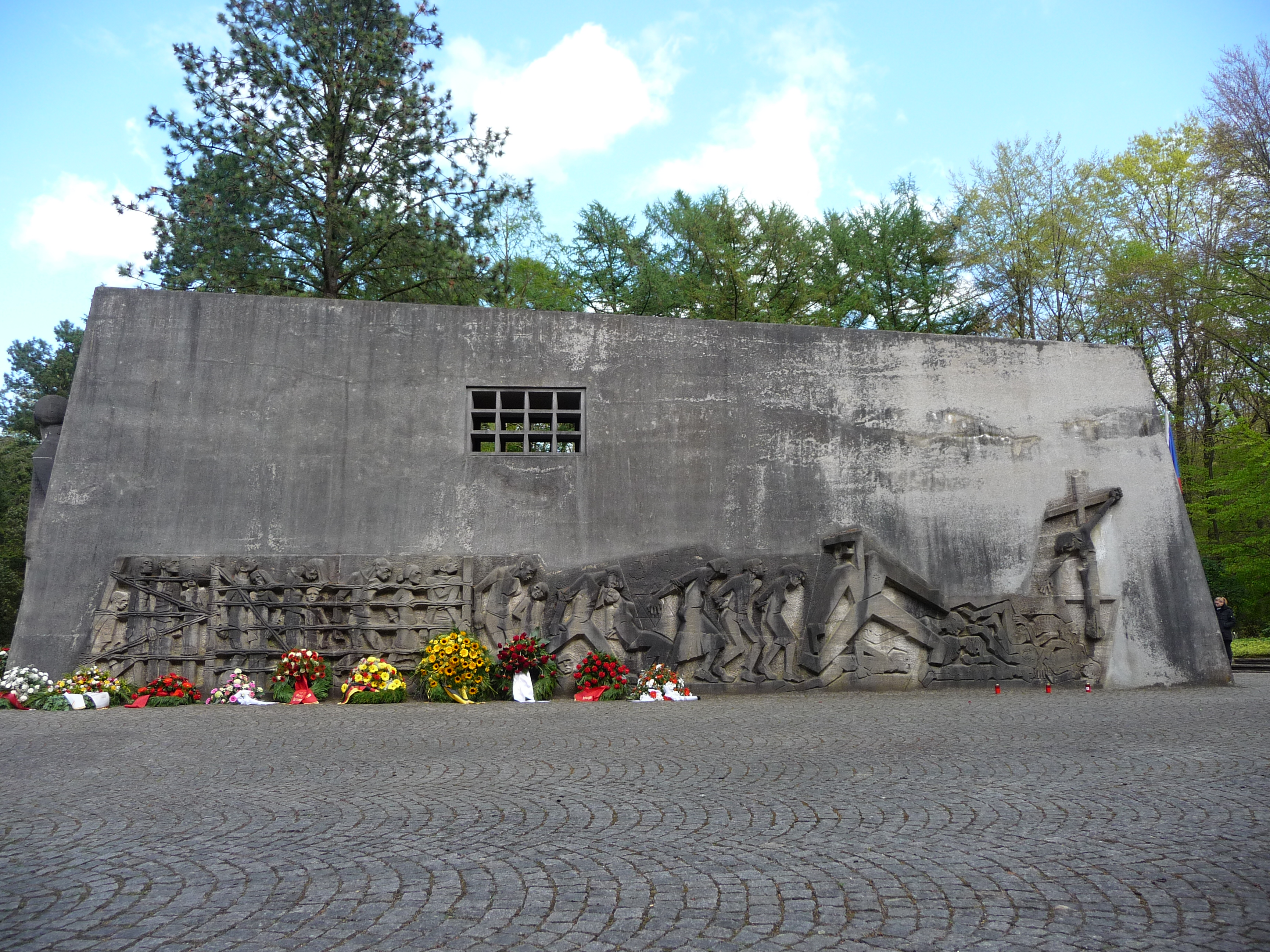
Extérieur
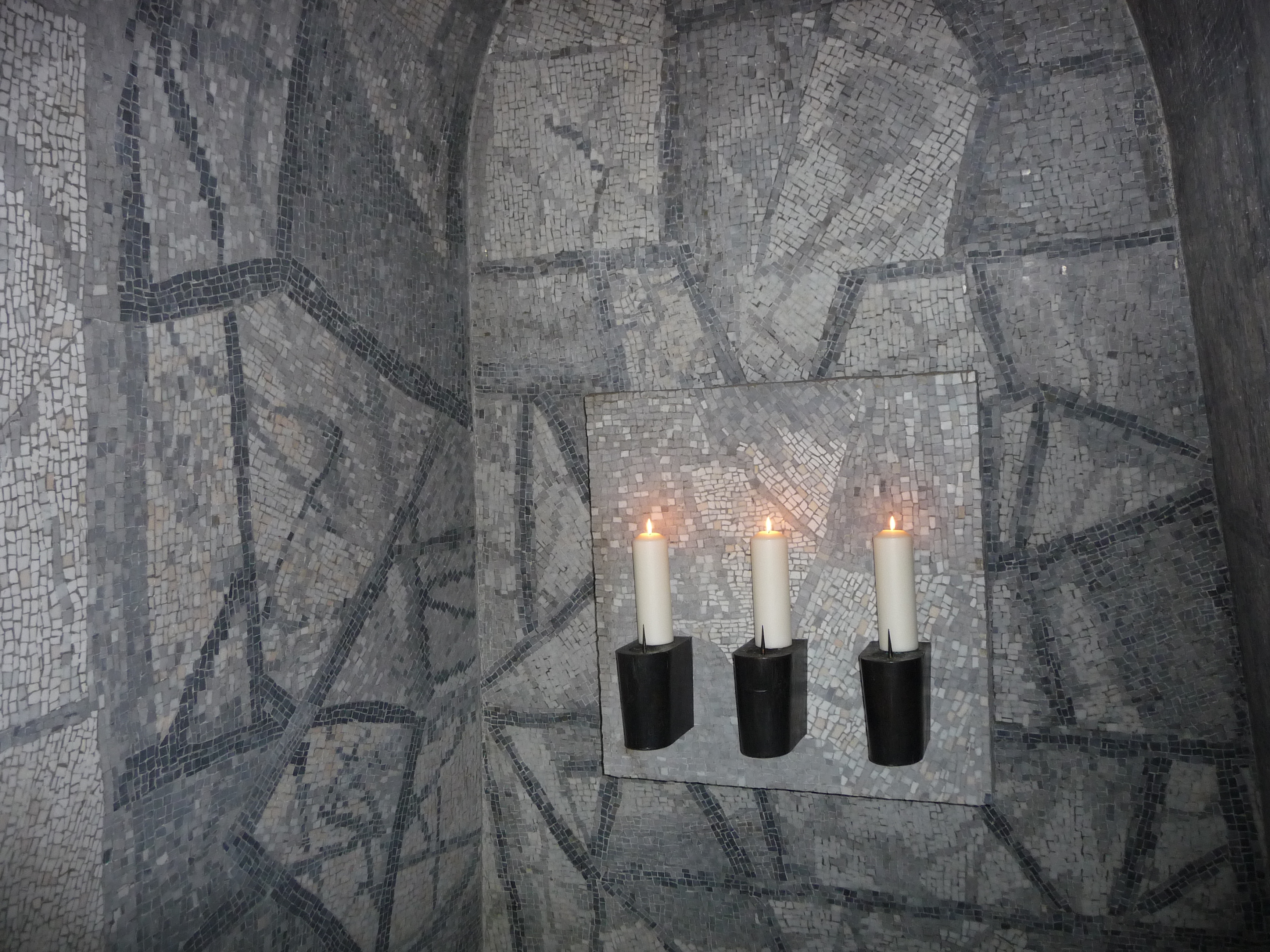
Intérieur

- Dortmund, monument aux déportés du travail (de), céramique de la crypte, 1960
- Sarrebruck, musée de la Sarre.

### Belgique
- Anvers, musée royal des Beaux-Arts.
- Bruxelles, musées royaux des beaux-arts de Belgique, Tauromachie, terre cuite peinte[41].
- Verviers, musée des beaux-arts et de la céramique.

### États-Unis
- Pittsburgh, Carnegie Museum of Art.
- Washington, The Phillips Collection.

### France

#### Musées
- Beauvais, MUDO - Musée de l'Oise, une toile[25].
- Belfort, Musées de Belfort, cinq œuvres, donation abbé Claude Noll, 2008[42] :
  - Composition, lithographie.
  - Sans titre, huile sur toile 65x81cm, 1971.
  - Sans titre, huile sur toile 61x46cm, 1975.
  - Composition, huile sur toile 54x65cm, 1976.
  - Composition en brun, huile sur toile 1976.
- Charleville-Mézières, musée Rimbaud.
- Colmar, musée Unterlinden[24] : 
  - Double portrait d'hommes, 1931 (au verso : double portrait de femmes)[43]
  - Vierge à l'Enfant, 1946[44].
  - Sans titre, 1973.
- Dieppe, château-musée.
- Dijon, Musée des Beaux-Arts de Dijon.
- Marseille, musée Cantini, Sans titre, huile sur toile, 1961[30].
- Meudon, musée d'art et d'histoire.
- Montpellier, musée Fabre.
- Nantes, musée des Beaux-Arts.
- Orléans, musée des Beaux-Arts.
- Paris, musée d'Art et d'Histoire du judaïsme :
  - 17 lithographies pour Les Juives de Robert Garnier, 1946[11].
  - 20 dessins et peintures, donation Irène et Florent Zack[38].
- Paris, Mobilier national, Adam et Êve, tapisserie de lice 213x292cm, Manufacture de Beauvais, 1954[45].
- Paris, musée national d'art moderne :
  - Femme et enfant, huile sur toile 81x65cm, 1935.
  - Paysage, huile sur toile 46x55cm, 1946.
  - Composition, huile sur toile 120x110cm, 1946.
  - 171 méditations, livre d'artiste, 170 pages de dessins, 158 pages de dessins et notes, 1948.
  - Composition, huile sur toile 162x105cm, 1954.
  - Composition, huile sur toile 146x114cm, 1955.
  - Composition, huile sur toile 130x162cm, 1960.
  - Composition grise, huile sur toile 114x146cm, 1962.
- Paris, musée d'art moderne de la ville de Paris[46] :
  - Composition, dessin, 1957.
  - Composition verte, huile sur toile, 1963.
  - Réalités nouvelles, huile sur toile, 1967.
  - Peinture, huile sur toile, 1970.
  - Paris n°6692, dessin, 1973.
- Pontoise, Musée Tavet-Delacour[28].
- Saint-Étienne, musée d'Art moderne et contemporain de Saint-Étienne Métropole.
- Saint-Rémy-de-Provence, musée Estrine[47].
- Toulouse, musée des Augustins.

#### Édifices religieux

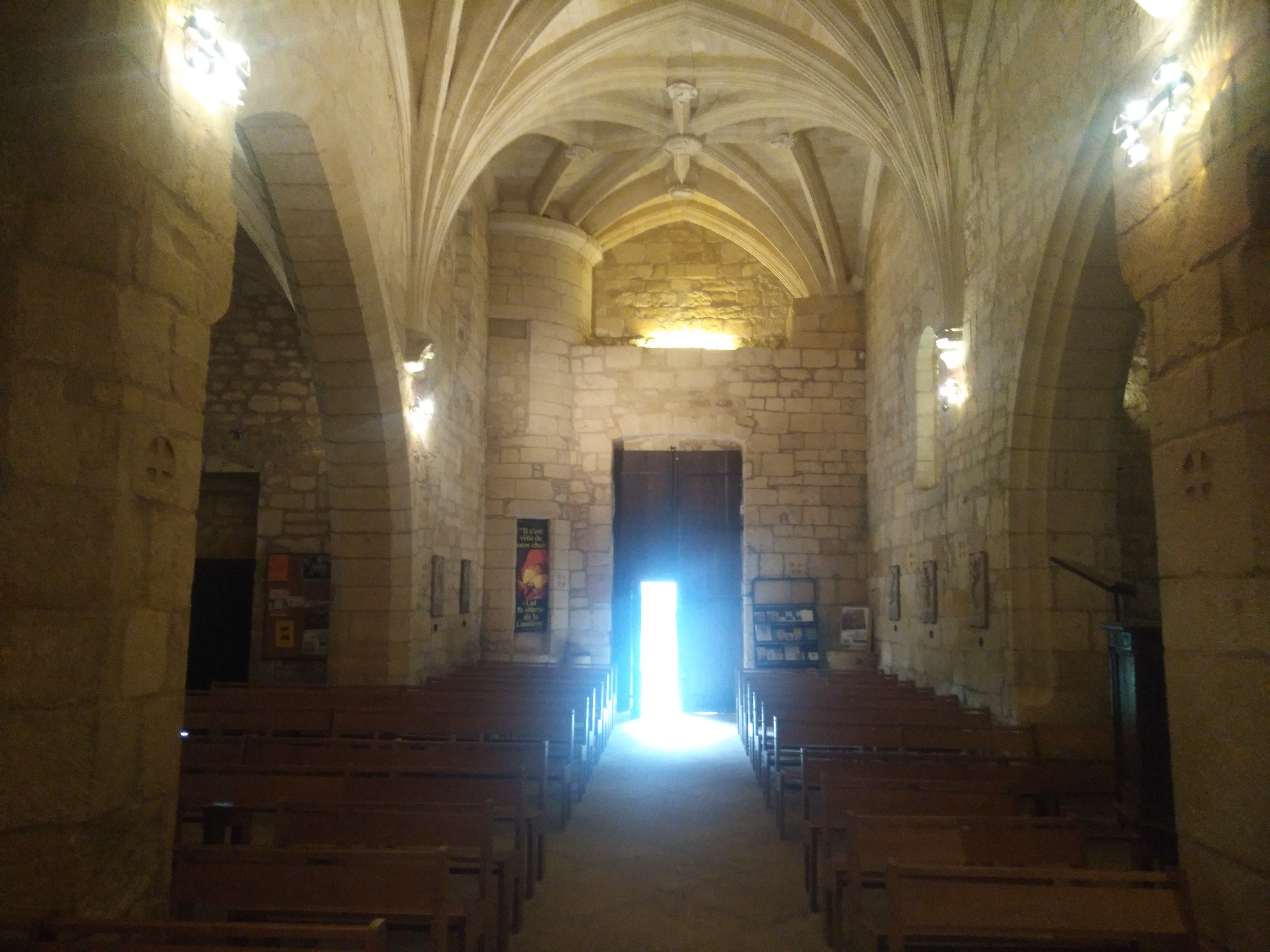
Église Saint-Caprais de Carsac, Carsac-Aillac.
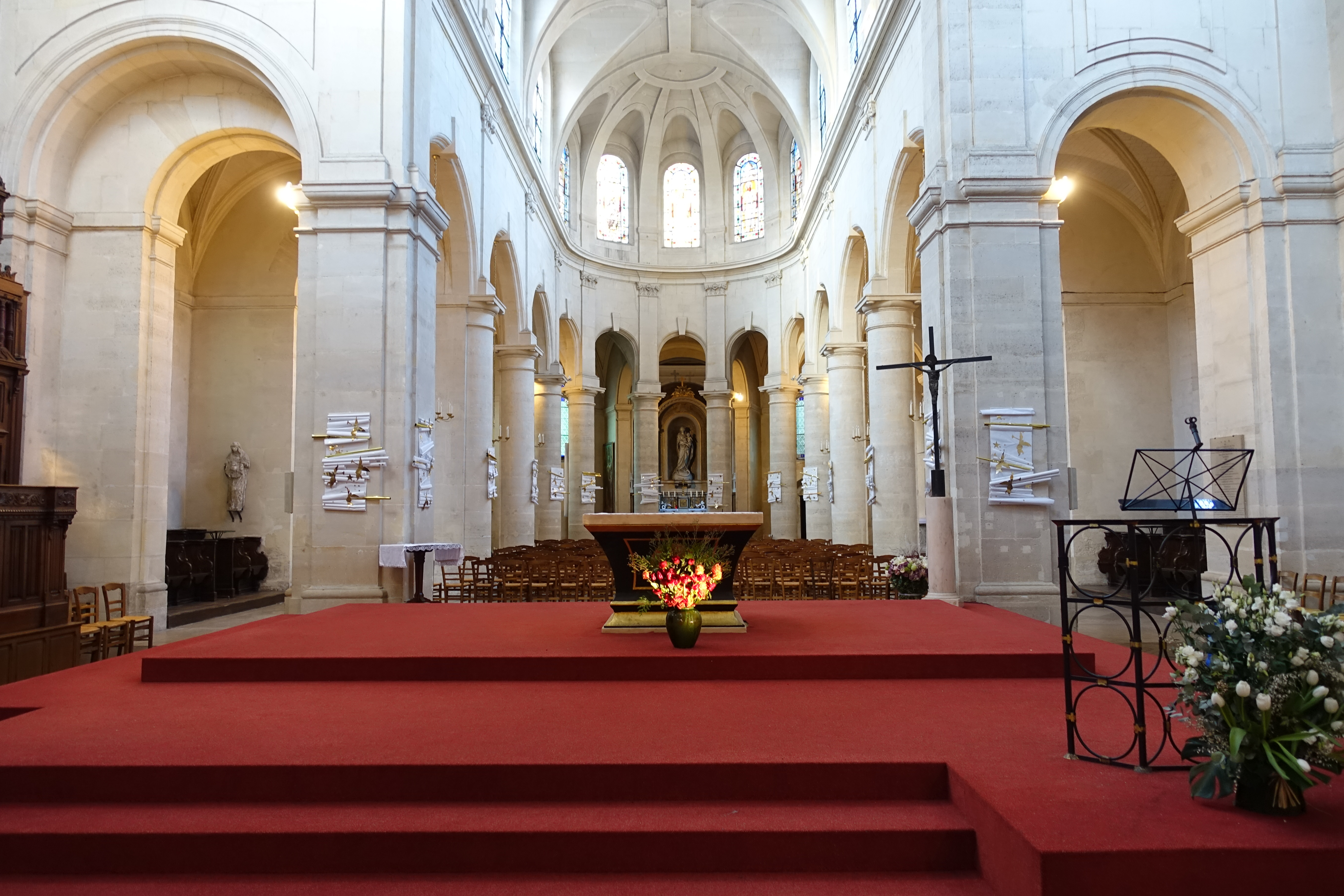
Église Saint-Jacques-du-Haut-Pas, Paris.
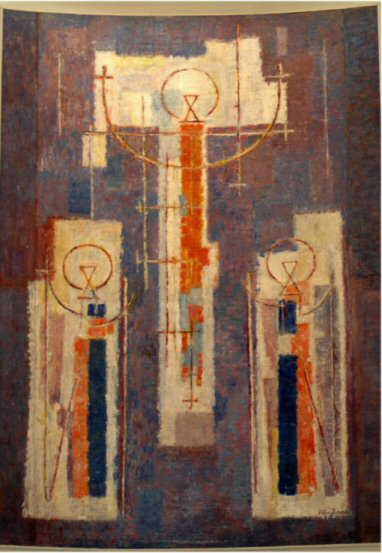
Léon Zack, L'Ascension, huile sur toile, église Saint-Georges d'Urschenheim.
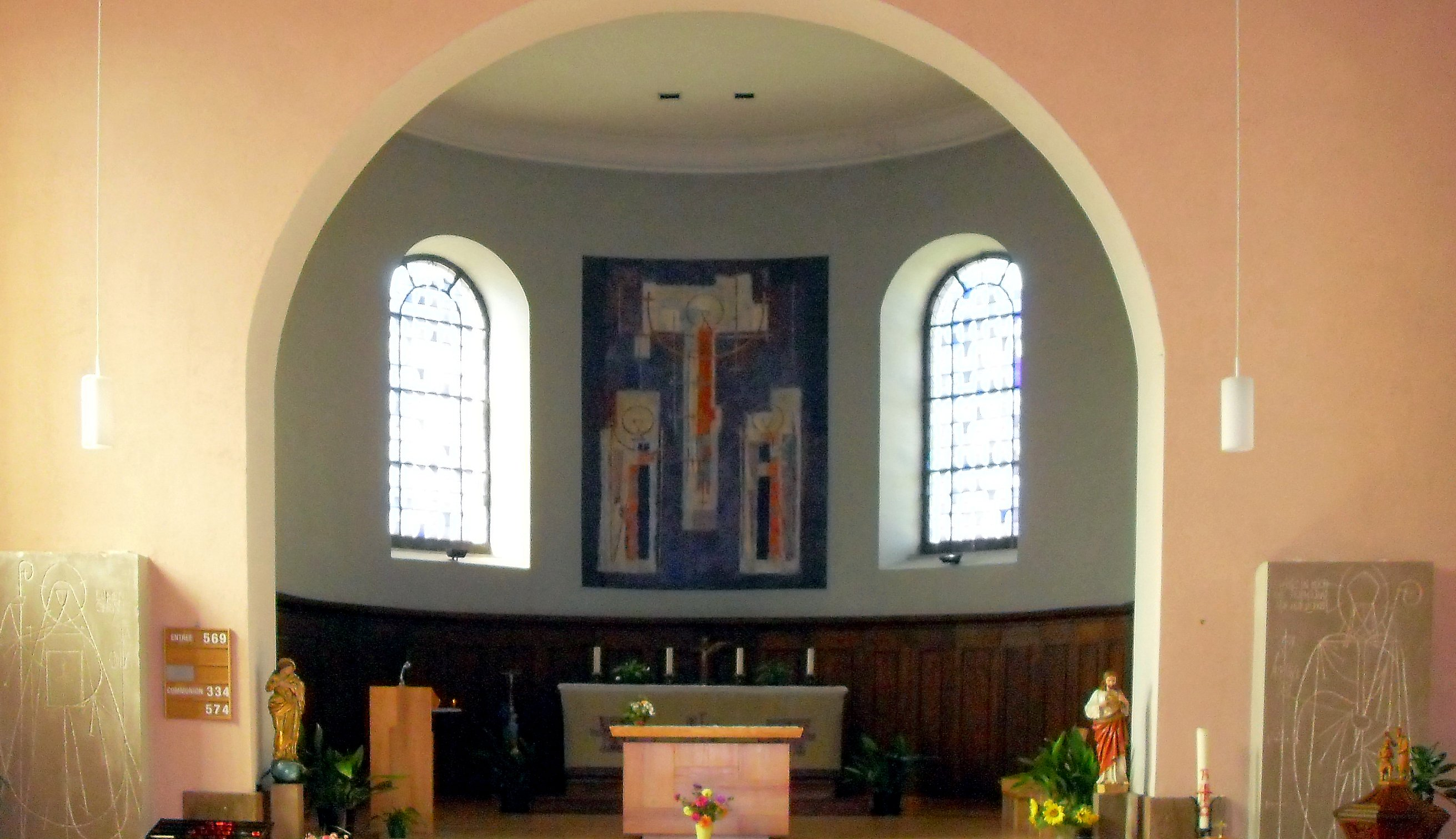
Église Saint-Georges d'Urschenheim.

- Église Saint-Jean-Baptiste d'Agneaux, Chemin de croix (en collaboration avec Maxime Adam-Prieur)[48].
- Église Saint-Louis de Brest.
- Église Saint-Caprais de Carsac, Carsac-Aillac, chemin de croix (en collaboration avec Irène Zack) et Sainte Thérèse de l'Enfant-Jésus, pierre gravée teintée, 1950[49],[50].
- Chapelle Saint-Étienne-Saint-Henri de Colombes, tapisserie.
- Église Notre-Dame-des-Pauvres d'Issy-les-Moulineaux, chemin de croix (en collaboration avec Irène Zack), vitraux[51].
- Église Saint-André de La Bastide-de-Besplas, chemin de croix[49].
- Église Sainte-Thérèse du Val-Vert, Le Puy-en-Velay, batik.
- Piscine de Lourdes, médaillons, 1955.
- Église du Sacré-Cœur de Mulhouse, autel et couvercle des fonts baptismaux.
- Église Saint-Germain de Pantin, Christ glorieux, tapisserie, atelier Plasse Le Caisne[52],[53].
- Basilique Sainte-Jeanne-d'Arc de Paris, vitraux, tabernacle et croix de procession[54].
- Église Saint-Jacques-du-Haut-Pas, Paris, autel, croix et ambon[55].
- Église de Saint-Pierre-d'Irube, batik.
- Église Saint-Vincent-de-Paul de Strasbourg, vitraux[13].
- Église Saint-Georges d'Urschenheim, L'Ascension, toile ; Saint Arbogast et Sainte Odile, stèles de pierres gravées[56],[57].
- Abbaye Notre-Dame-de-Protection, Valognes, vitraux (avec Henri Déchanet).
- Eglise Saint-Bernard de Reyersviller Moselle, Vitraux
- Eglise Saint Vincent de Kirchberg-Wegscheid, vitraux
- Chapelle de la Compagnie de Saint-Sulpice, Paris, vitraux

### Italie
- Rome, musée du Vatican, tapisserie.

### Luxembourg
- Luxembourg, musée national d'art et histoire du Luxembourg.

### République de Macédoine
- Skopje, Musée d'art contemporain de Skopje[58].

### Royaume-Uni

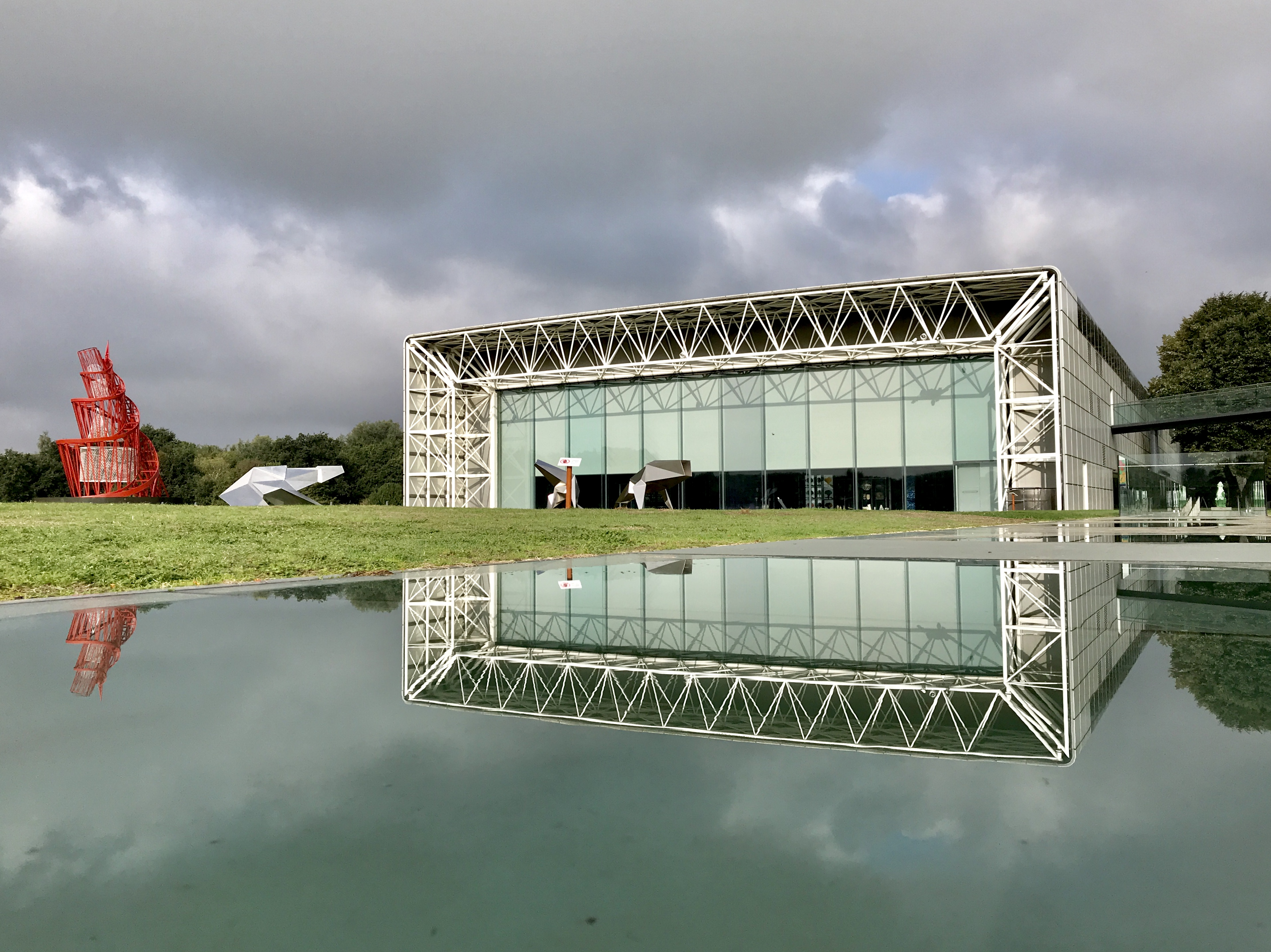
Sainsbury Centre for Visual Arts, Norwich.

- Londres, Tate collection : Peinture, 1952, 97,5 × 130,5 cm.
- Luton, Wardown Park Museum (en), Scène de rue, huile sur toile 50x61cm.
- Newcastle upon Tyne, Hatton Gallery (en), Peinture n°5, huile sur toile 61x46cm.
- Norwich, Sainsbury Centre for Visual Arts (en), Université d'East Anglia :
  - Composition, acrylique sur toile 162x114cm, 1955.
  - Composition, acrylique sur toile 146x114cm, 1956.
- Oxford, Ashmolean Museum, donation Philippa Foot :
  - Peinture, huile sur toile 65x92cm, 1958.
  - Peinture, huile sur toile 73x92cm, 1968.

### Suisse
- Genève, Fondation Gandur pour l'art, Hommage aux amis, peinture, huile sur toile, 1959[59].
- Genève, musée d'art et d'histoire.
- Romont (Fribourg), Vitromusée[60].

## Collection privée
- Collection Georges Coppel[61]